# Daniele Albergati
Daniele Albergati (ur. 21 czerwca 1993 w Bergamo) – włoski siatkarz, grający na pozycji atakującego.

## Sukcesy klubowe
Superpuchar Włoch:
- 2021

Klubowe mistrzostwa świata:
- 2021

Liga Mistrzów:
- 2022